# Lydomorphus prasina
Lydomorphus prasina là một loài bọ cánh cứng trong họ Meloidae. Loài này được Kaszab miêu tả khoa học năm 1953.